# Burg im Leimental
Burg im Leimental ist eine im Leimental gelegene politische Gemeinde im Bezirk Laufen des Kantons Basel-Landschaft in der Schweiz.

## Geschichte
Es wird angenommen, dass die eigentliche Burg mehrere kleine Vorläufer hatte. Münzfunde belegen, dass das Gebiet bereits zur Zeit der Römer besiedelt war. 1168 wurde das Schloss Biedertan als Lehen an Kaiser Friedrich Barbarossa übergeben. 1269 gelangte es in den Besitz des Basler Bischofs. Ab 1392 waren die Herren von Wessenberg die Lehnsträger. Nach dem 16. Jahrhundert wurde das Schloss zu «Biedertal», dann zu «Burgtal» und schliesslich zu «Burg im Leimental» umbenannt. 1815 wurde Burg im Leimental durch Entscheid des Wiener Kongresses dem Kanton Bern zugeordnet. In der Frage des Kantonswechsels des Laufentals war Burg im Leimental zunächst die einzige Gemeinde, die sich für den Kanton Basel-Stadt aussprach. Bei der ersten Laufental-Abstimmung 1983 lehnte sie den Beitritt zum Kanton Basel-Landschaft ab, stimmte diesem aber sechs Jahre später zu. Der Wechsel erfolgte 1994.

## Wappen
Seit 1946 hat Burg im Leimental ein Wappen. Es ist durch einen horizontalen schwarzen Balken in zwei Hälften geteilt. Der obere Bereich zeigt zwei, der untere Bereich eine rote Kugel auf silbernem Grund. Dies ist das Wappen der Herren von Wessenberg, in deren Besitz Burg im Leimental mehrere Jahrhunderte lang war.

## Sehenswürdigkeiten
- Schloss Burg
- Schlosskapelle

## Persönlichkeiten
- Albert Hofmann (1906–2008), Chemiker, Entdecker des LSD, lebte zuletzt in Burg und verstarb hier
- Hugo Jaeggi (1936–2018), Fotograf, lebte, arbeitete und verstarb hier

## Weblinks

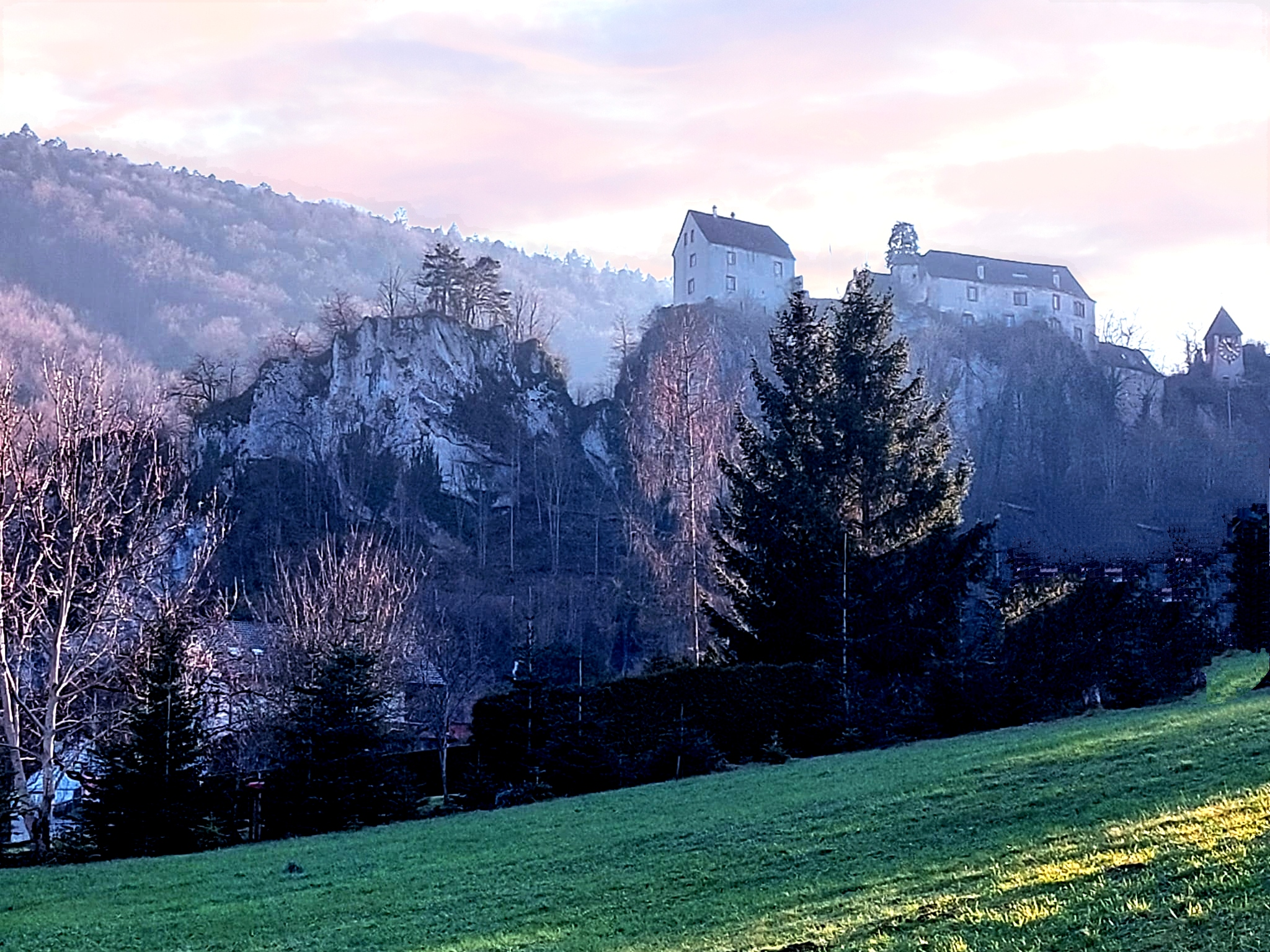
Burg im Leimental

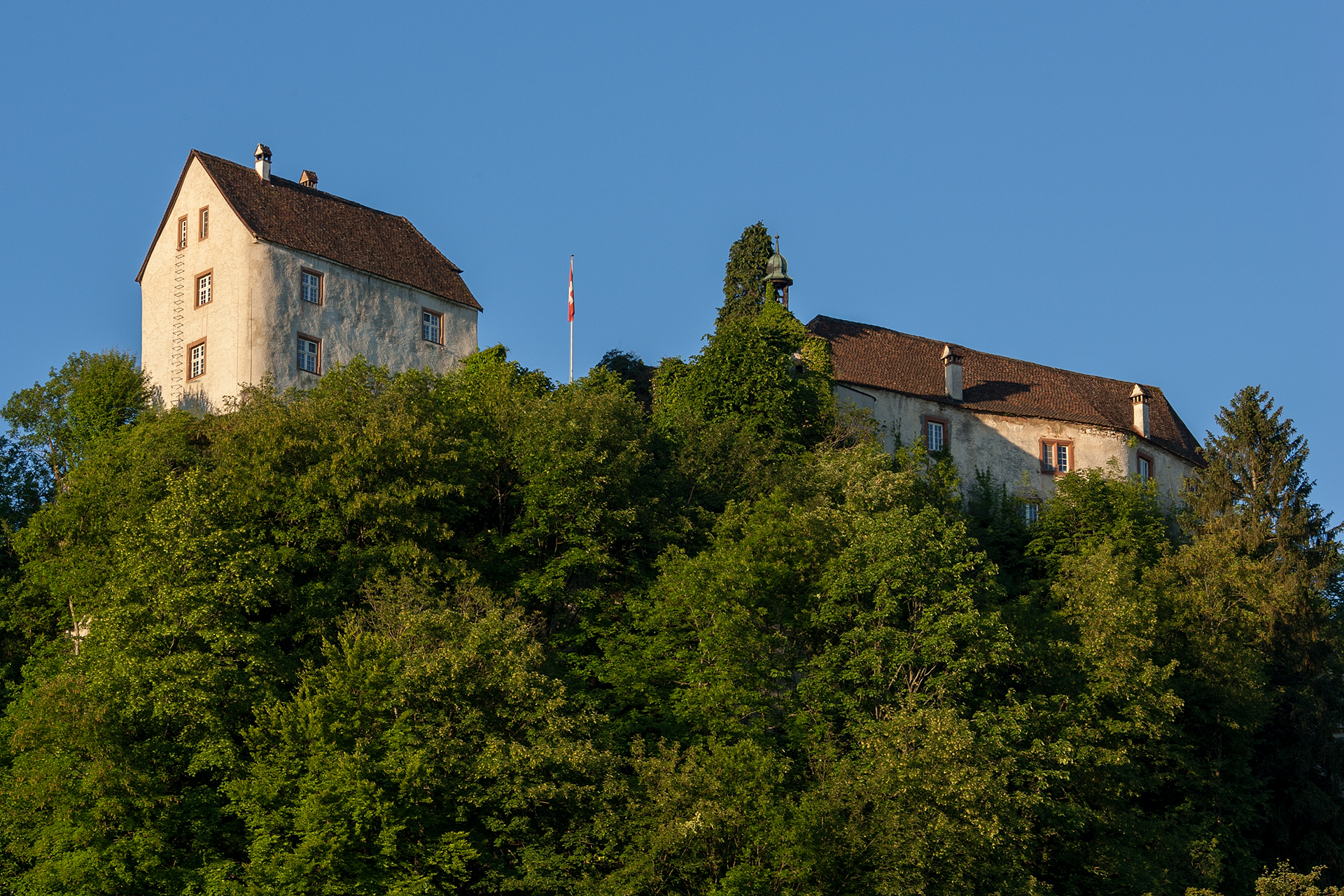
Die Burg in Burg im Leimental

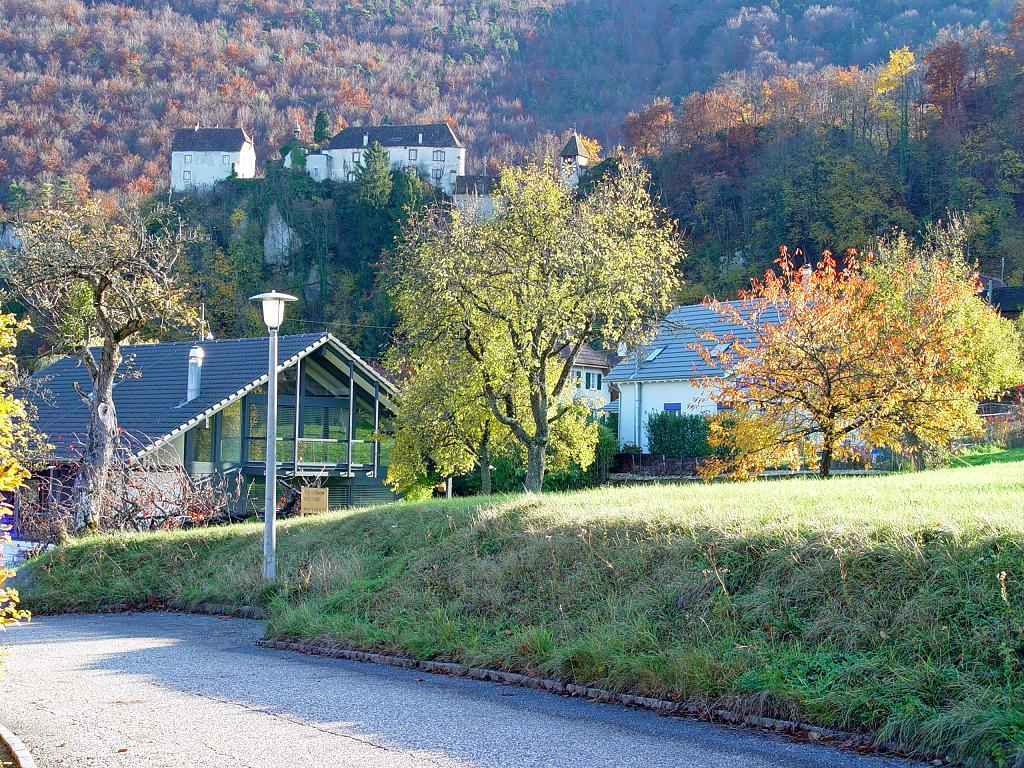
Burg im Leimental im Herbst